# Giōrgos Geōrgiadīs (calciatore 1987)
Giōrgos Geōrgiadīs (in greco Γιώργος Γεωργιάδης?; Serres, 14 novembre 1987) è un ex calciatore greco, di ruolo attaccante.

## Carriera

### Club
Nel 2004 debutta con il Panserraikos.
Nel 2011 viene acquistato dal Veria per circa 400 000 euro, siglando un contratto triennale.

### Nazionale
Nel 2010 debutta con la nazionale greca.